# Jarramas (1716)

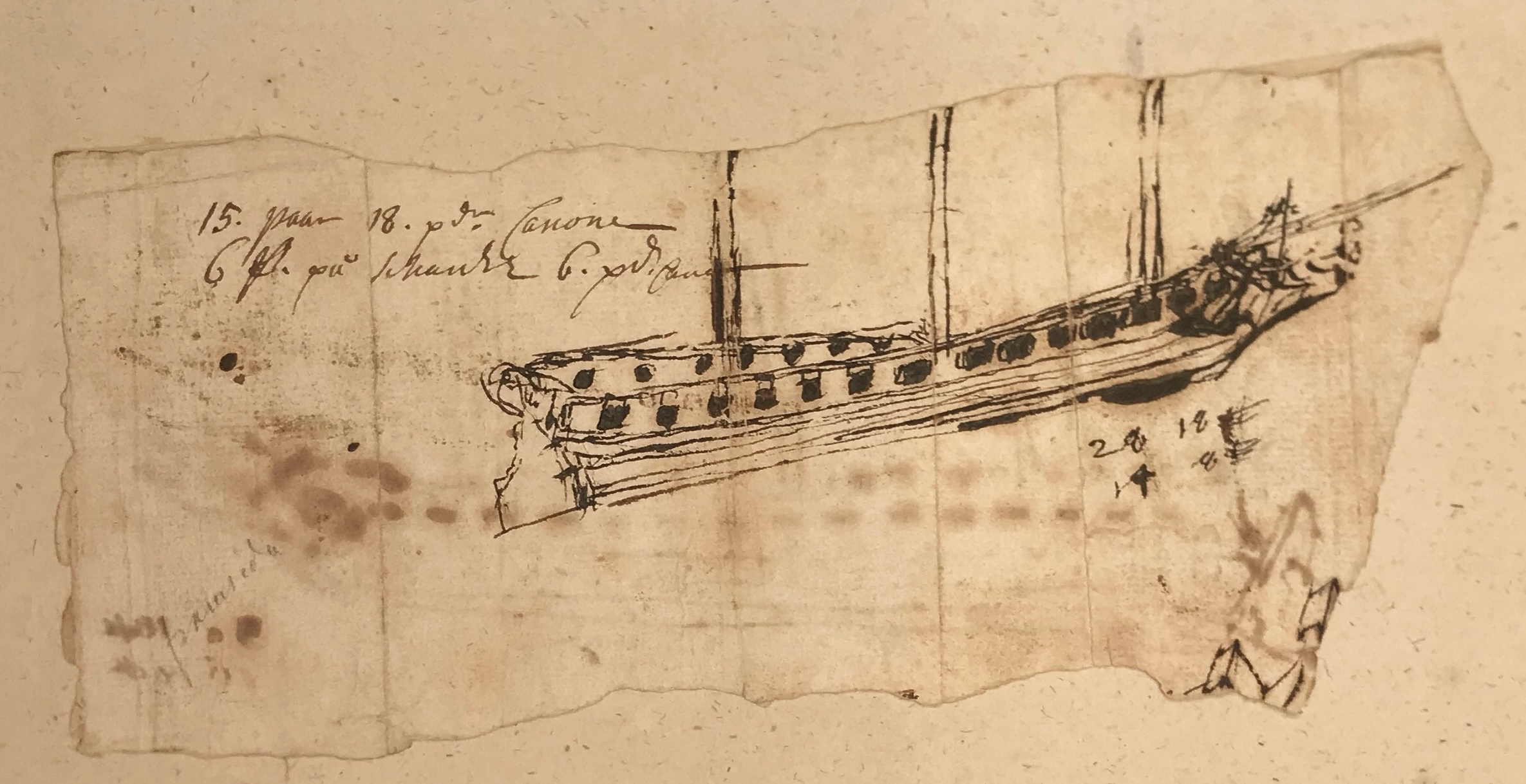
Jillerim och Jarramas. Skiss av Karl XII från Kungliga biblioteket.

Jarramas var en fregatt i svenska flottan, sjösatt 1716. Fartygen Jarramas och Jilderim skissades och namngavs av Karl XII kort före hans berömda ritt från Bender 1713. . Namnet, yaramaz, betyder på turkiska ungefär den busiga. Skeppsbyggmästare Charles Sheldon (1665-1739) var konstruktör, hans son Jacob skeppsbyggare.  
Fregatten Jarramas byggdes i Västervik 1716, systerfartyget Jilderim (Ilderim) byggdes i Karlskrona 1717. Hennes öde är okänt.